# Mesanerpeton woodi
Il mesanerpeton (Mesanerpeton woodi) è un tetrapode estinto, di incerta collocazione sistematica. Visse nel Carbonifero inferiore (Tournaisiano, circa 350 milioni di anni fa) e i suoi resti fossili sono stati ritrovati in Europa. 

## Descrizione
Questo animale è noto grazie a uno scheletro incompleto, comprendente vertebre e parte delle zampe anteriori. Le vertebre richiamano quelle dell'enigmatico Crassigyrinus nella struttura, con archi neurali poco sviluppati; l'ulna era ben ossificata e dotata di un grande olecrano, mentre l'omero era strutturalmente intermedio tra quello degli arcaici tetrapodi devoniani come Ichthyostega e Acanthostega e quello dei tetrapodi successivi. 

## Importanza dei fossili
Descritto per la prima volta nel 2018 sulla base di resti fossili rinvenuti da Stan Wood nella formazione Ballagan in una zona nota come Willie's Hole (Scozia), questo animale visse nei primi tempi del Carbonifero (Tournaisiano). L'analisi comparativa dei resti fossili di Mesanerpeton e di altri tetrapodi arcaici ha rivelato che un accrescimento della torsione dell'omero ha trasformato il corso dell'arteria brachiale e del nervo attraverso l'osso, da una posizione interamente ventrale a una in cui i vasi sanguigni e il nervo passavano attraverso l'entepicondilo da una superficie dorsale a una superficie ventrale. Si suppone che l'accrescimento della torsione dell'omero abbia contribuito a migliorare la locomozione terrestre nei tetrapodi arcaici (Smithson e Clack, 2018).